# Braunetsrieth
Das Dorf Braunetsrieth ist ein Gemeindeteil von Vohenstrauß im Landkreis Neustadt an der Waldnaab in der Oberpfalz.

## Ortsname
Die Endung -rieth des Ortsnamens Braunetsrieth deutet auf eine frühe Entstehung des Ortes schon vor dem 13. Jahrhundert hin. Die Orte mit den auf -reuth, -rieth, -ried, -richt (frühere Schreibweisen: -riut, -rivt, -rewt, abgeleitet von „roden“, „Rodung“) endenden Ortsnamen entstanden im Zusammenhang mit der ersten Besiedelung des Gebietes durch Rodung des dichten Waldes. Orte mit solchen Namen kommen sehr häufig im Bereich der Flüsse Pfreimd und Luhe und der angrenzenden Bäche vor. Diese waren Ausgangspunkt für die Besiedelung der Region.

## Geographische Lage
Braunetsrieth liegt ungefähr 3 Kilometer östlich von Vohenstrauß am Fuß des 611 Meter hohen Steinbühl. Westlich von Braunetsrieth entspringt der Michlbach. Am südlichen Ortsrand von Braunetsried entspringt der Fahrnbach. In einem Bogen verläuft südlich von Braunetsried die Bundesautobahn 6.

## Geschichte
In einem Zinsregister von 1454 des Pflegamtes Pleystein wurde Braunetsrieth (früher auch: Bruersriet) genannt, aber als öde und verlassen beschrieben. Braunetsrieth gehörte zur Herrschaft der Waldauer. 1483 wurde Braunetsrieth genannt als Ulrich von Waldau einen Teil seiner Besitzungen an seine Söhne übergab.
Mitte des 16. Jahrhunderts ging die Herrschaft der Waldauer – und damit auch Braunetsrieth – an die Wirsberger über. 1632 gelangte sie in den Besitz der Herren von Enkefort. Seit Ende des 17. Jahrhunderts hatten die Freiherren von Rumel den Lehensbesitz inne. Anfang des 19. Jahrhunderts wurden die Freiherren von Lilien als Inhaber von Braunetsrieth genannt.
Ein Salbuch des Amtes Pleystein aus dem Jahr 1560 nannte Braunetsrieth mit 11 Anwesen, darunter 6 Höfe, eine Behausung und ein Hirtenhaus. Die Herrschaft Waldau hatte in Braunetsrieth 3 Mannschaften mit Grundherrschaft und Niedergericht. Das Gotteshaus Altenstadt, das Gotteshaus Floß und der Richter zu Vohenstrauß hatten Zehentrechte in Braunetsrieth. Noch 1596 gehörte Braunetsrieth zum Pflegamt Pleystein. Im 18. Jahrhundert gehörte Braunetsrieth zum 4. Viertel des Pflegamts Pleystein. In der zweiten Hälfte des 18. Jahrhunderts hatte Braunetsrieth 16 Anwesen, einen Weber, einen Schmied und ein Hirtenhaus. Grundherrschaft und Niedergericht über Braunetsrieth lagen bei der Herrschaft Waldau. Braunetsrieth gehörte zur Pfarrei Vohenstrauß. 1808 bei der Bildung der Steuerdistrikte gelangte Braunetsrieth in den Steuerdistrikt Treswitz (= Burgtreswitz). Zum Steuerdistrikt Treswitz gehörten die beiden Dörfer Braunetsrieth, Treswitz und die Einöde Pölitzmühl.
Im Jahre 1809 gehörte Braunetsrieth zum Patrimonialgericht Waldau. Bis 1818 wurde Übersteherhäusl als Teil der Gemeinde Braunetsrieth genannt. Braunetsrieth mit 17 Familien zusammen mit der Einöde Weißenstein mit 4 Familien, bildeten im Jahre 1821 eine Gemeinde. und diese wurde im Jahre 1830 in die Gemeinde Burgtreswitz eingegliedert.
Nach dem Zweiten Weltkrieg im Jahre 1949 wurden Braunetsrieth und Weißenstein von der Gemeinde Burgtreswit nach Vohenstrauß umgegliedert.

### Einwohnerentwicklung
| Jahr | Einwohner | Gebäude |
| ---- | --------- | ------- |
| 1871 | 155       | 40      |
| 1885 | 166       | 20      |
| 1900 | 161       | 20      |
| 1928 | 137       | 21      |
| 1950 | 164       | 24      |

| Jahr | Einwohner | Gebäude |
| ---- | --------- | ------- |
| 1961 | 95        | 19      |
| 1970 | 90        | k. A.   |
| 1987 | 78        | 19      |
| 2011 | 65        | k. A.   |

## Kultur und Sehenswürdigkeiten

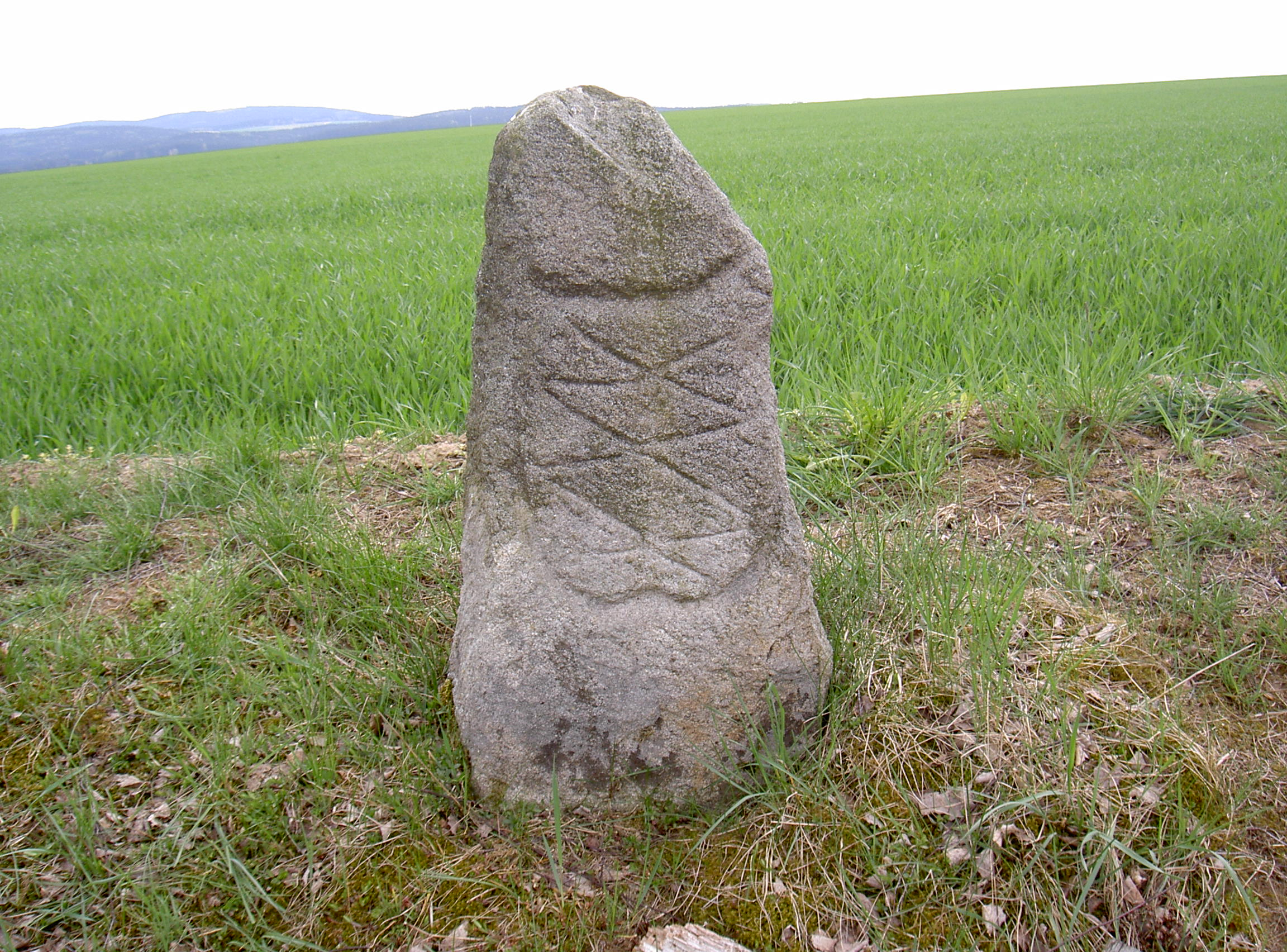
Grenzstein beim Hartwichshof

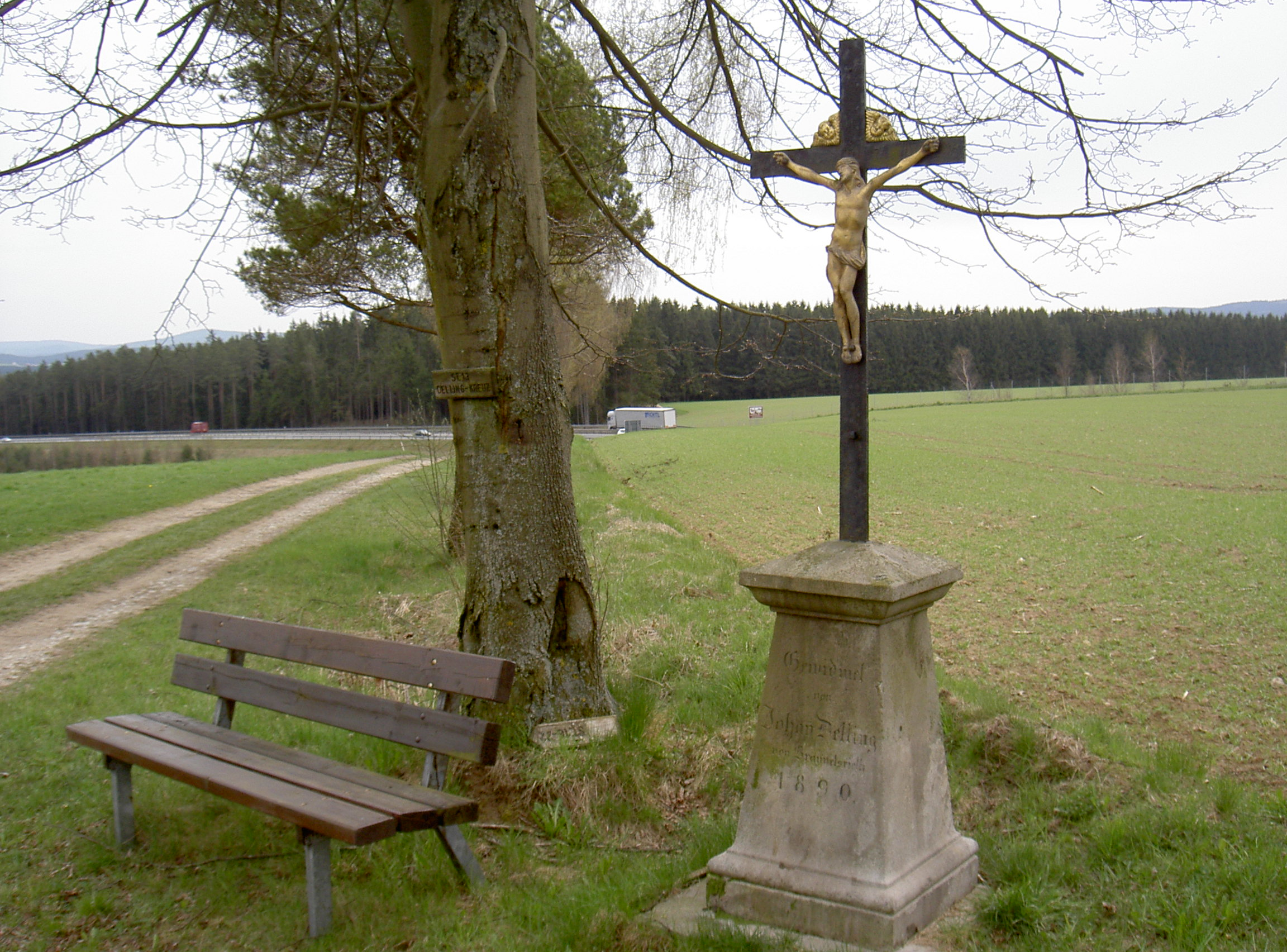
Dellingkreuz in Braunetsried

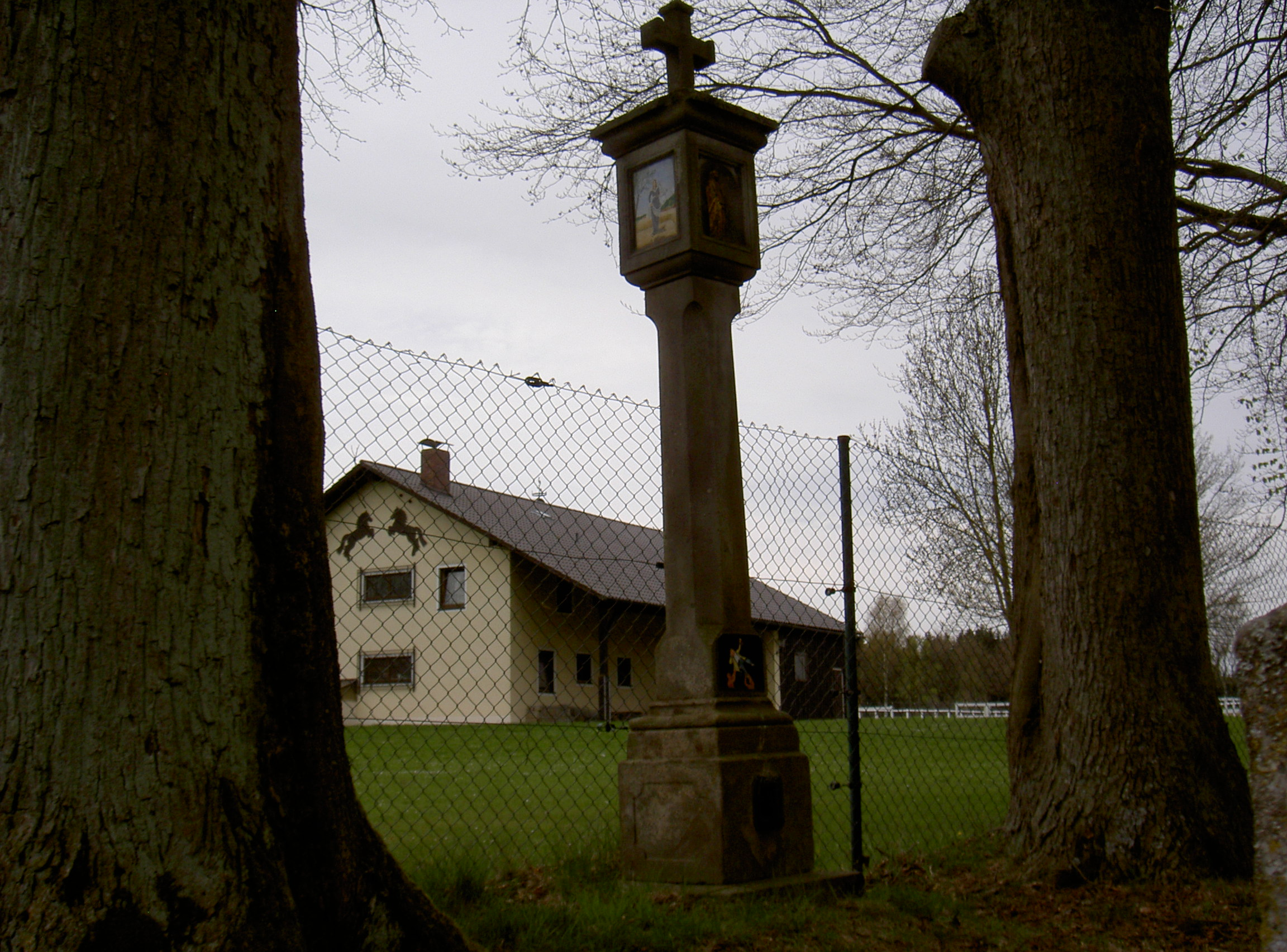
Fuchsn Martel in Braunetsried

Die Kapelle von Braunetsrieth steht unter Denkmalschutz. In der Umgebung von Braunetsrieth gibt es zahlreiche alte Grenzsteine, Marterl und ein Steinkreuz, teilweise aus dem 16. Jahrhundert. Am 21. November 1977 wurde ein Marterlweg eingerichtet, der 17 Flurdenkmäler berührt. Zwischen Braunetsrieth und Oberlind sind mittelalterliche Reste der historischen Heerstraße Nürnberg-Prag erhalten.